# Balato (città)
Balato è un comune (in francese sous-préfecture) della Guinea, parte della regione di Kankan e della prefettura di Kouroussa.